# NBV21
De NBV21 is een interconfessionele Bijbelvertaling in het Nederlands uit 2021, uitgegeven door het Nederlands-Vlaams Bijbelgenootschap. De NBV21 is een vernieuwde versie van de Nieuwe Bijbelvertaling uit 2004. Ten opzichte van de Nieuwe Bijbelvertaling zijn er in de NBV21 ruim twaalfduizend wijzigingen doorgevoerd. In dit getal is de invoering van de eerbiedshoofdletters (zie hieronder) niet meegerekend.
In oktober 2020 werd de naam 'NBV21' onthuld. De NBV21 is op 13 oktober 2021 gepubliceerd. Het eerste exemplaar werd overhandigd aan Koning Willem-Alexander, de beschermheer van het Nederlands-Vlaams Bijbelgenootschap. Daarna kregen ook twaalf vertegenwoordigers van uiteenlopende kerken en geloofsgemeenschappen een exemplaar van de NBV21 uitgereikt.

## Voorgeschiedenis
De NBV21 is de afronding van een dertigjarig project om tot een Bijbelvertaling te komen in hedendaags Nederlands die breed bruikbaar is in kerk en cultuur. In 1989 werd door de Raad voor Contact en Overleg betreffende de Bijbel (RCOB) van diverse kerkgenootschappen het voornemen uitgesproken om tot een gemeenschappelijke Bijbelvertaling te komen. Het vertaalwerk startte in de jaren '90, met als resultaat de Nieuwe Bijbelvertaling uit 2004.
In 2009 kondigden het Nederlands Bijbelgenootschap en de Katholieke Bijbelstichting een revisie aan, waarin kritiek op de Nieuwe Bijbelvertaling (NBV) zou worden gewogen. In 2016 is het Nederlands Bijbelgenootschap hiermee begonnen. De vertaalmethode bleef dezelfde, maar de NBV21 werd op bepaalde punten aangescherpt en bijgesteld ten opzichte van de NBV. De NBV21 te beschouwen als een lichte bijsturing van de Nieuwe Bijbelvertaling. Op vrijwel elke bladzijde werden veranderingen doorgevoerd. Het vertaalwerk werd begin 2021 afgerond. Het getal 21 in NBV21 staat niet alleen voor 2021, maar ook voor de 21e eeuw.

## Revisiemethode

### Aandachtspunten
In de NBV21 is een klein aantal vertaalfouten dat nog niet in latere drukken van de Nieuwe Bijbelvertaling (NBV) veranderd was, gecorrigeerd. Ook het Nederlands is soms verbeterd. Verder is de vertaling wetenschappelijk up-to-date gemaakt. De kern van de revisie bestond uit een lichte bijsturing van de NBV over de gehele linie. Daarnaast werden uit de reacties van de lezers enkele wensen gefilterd, die voorkwamen bij lezers van heel verschillende achtergronden. Die lezerswensen zijn omgezet in vier revisieprincipes:
1. Meer consistentie: meer afstemming tussen teksten die gelijk luiden in de brontekst. Het gaat hier om vaste formules, toevallige overeenkomsten, toespelingen en citaten.
2. Functionele concordantie: functionele woordherhalingen, zoals motiefwoorden, beter zichtbaar maken in de vertaling, zonder dat dit afbreuk doet aan het Nederlands.
3. Breed draagvlak: zowel sommige vertaalkeuzes in de NBV als voorstellen van lezers werden getoetst op wetenschappelijk draagvlak.
4. Minder invulling: elke vertaling moet bepaalde dingen invullen en inkleuren. Maar in de revisie zijn invullingen getoetst en zijn teksten, indien wenselijk, opener vertaald.

### Eerbiedshoofdletters
Een opvallende wijziging in de NBV21 is de invoering van eerbiedshoofdletters voor persoonlijke voornaamwoorden die naar God, Jezus of de heilige Geest verwijzen. Dat was de meest gehoorde wens van de lezers. Het belangrijkste argument om geen eerbiedshoofdletters te gebruiken in de NBV was dat het gebruik van deze hoofdletter in het Nederlands zou verdwijnen. Maar dat argument blijkt niet meer houdbaar. Het gebruik van de eerbiedshoofdletters in de NBV21 is soberder dan dat in bijvoorbeeld de Herziene Statenvertaling: de NBV21 zet alleen een eerbiedshoofdletter bij de persoonlijke voornaamwoorden, de HSV ook onder meer bij de bezittelijke voornaamwoorden. Dit is in lijn met de NBG-vertaling 1951 en de Willibrordvertaling.

### Werkwijze NBV21
Net als bij de NBV is bij de NBV21 gewerkt met vertaalkoppels. Het eerste vertaalkoppel deed revisievoorstellen, die door een tweede vertaalkoppel werden getoetst. Daarna was er nog inbreng van de vertaalcoördinator, de begeleidingscommissie en uiteindelijk de eindredactie. Het lezerspubliek werd onder meer via het tijdschrift Met Andere Woorden op de hoogte gehouden van het revisieproces.

## Overige kenmerken

### Bronteksten NBV21
De NBV21 is grotendeels op dezelfde brontekstedities gebaseerd als de NBV, maar ook op nieuwere uitgaven van de bronteksten die sinds 2004 zijn verschenen. Bij het Oude Testament is gebruikgemaakt van de delen van de Biblia Hebraica Quinta die tot en met 2020 zijn verschenen. Het Nieuwe Testament werd aangepast aan de 28e editie van het Novum Testamentum Graece (Nestle-Aland), dat in de katholieke brieven een nieuwe tekst heeft die gebaseerd is op het Novum Testamentum Graecum: Editio Critica Maior (ECM). Daarnaast zijn voor het Nieuwe Testament de nieuwe ECM-teksten van Marcus en Handelingen gebruikt.

### Nieuwe vertaalkeuzes
In het boek Job is op basis van gegroeide inzichten in de oudtestamentische wetenschap de laatste reactie van Job op God ingrijpend veranderd (Job 42:5-6). Job erkent geen schuld, maar stopt met de aanklacht tegen God omdat hij ondanks zijn lijden troost heeft gevonden. Volgens oudtestamenticus Hans Debel is dit "een aanzienlijke verbetering in ten opzichte van de oorspronkelijke NBV én van de meeste andere vertalingen in het Nederlandse taalgebied". Dit sluit aan bij revisie-aandachtspunt 3 (breed draagvlak).
In het boek Prediker is een passage die vaak vrouwonvriendelijk opgevat is, nu anders vertaald (Prediker 7:26-29). Nauwkeurige aandacht voor de Hebreeuwse stijl van het boek heeft namelijk laten zien dat Prediker hier niet zijn eigen mening verwoordt, maar een gangbare opvatting citeert, die hij vervolgens verwerpt: "Maar ik zag dat nooit bevestigd." Dit sluit aan bij revisie-aandachtspunt 3 (breed draagvlak).
In bepaalde gedeelten van de Brieven van Paulus gaat het over de tegenstelling tussen sarx (vlees) en pneuma (geest), met name in Romeinen 7-8 en Galaten 5. In de NBV21 is het Griekse woord sarx in deze gedeelte herkenbaar aan het motiefwoord 'aards': aardse begeerte(n), aardse maatstaven, aardse natuur, het aardse streven, aardse zaken, het aardse. Dit sluit aan bij revisie-aandachtspunt 2 (functionele concordantie).

### Ontwerp
Op 10 maart 2022 deelde de stichting De Best Verzorgde Boeken mee dat de standaardeditie van de NBV21 is uitgeroepen tot een van de 32 best verzorgde boeken van Nederland uit 2021.